# Kenny Anderson
Kenneth Anderson, detto Kenny (Queens, 9 ottobre 1970), è un ex cestista e allenatore di pallacanestro statunitense, professionista nella NBA e in Lituania.

## Carriera
È stato selezionato dai New Jersey Nets al primo giro del Draft NBA 1991 (2ª scelta assoluta).
Con gli Stati Uniti ha disputato i Campionati mondiali del 1990.

## Statistiche

### College
| Anno      | Squadra               | PG | PT | MP   | TC%  | 3P%  | TL%  | RP  | AP  | PRP | SP  | PP   |
| --------- | --------------------- | -- | -- | ---- | ---- | ---- | ---- | --- | --- | --- | --- | ---- |
| 1989-1990 | Georgia T. Yel. Jack. | 35 | 35 | 37,7 | 51,5 | 41,0 | 73,3 | 5,5 | 8,1 | 2,3 | 0,1 | 20,6 |
| 1990-1991 | Georgia T. Yel. Jack. | 30 | 29 | 38,9 | 43,7 | 35,1 | 82,9 | 5,7 | 5,6 | 3,0 | 0,1 | 25,9 |
| Carriera  | Carriera              | 65 | 64 | 38,3 | 47,3 | 37,4 | 78,7 | 5,6 | 7,0 | 2,6 | 0,1 | 23,0 |

### NBA

#### Regular season
| Anno      | Squadra             | PG  | PT  | MP   | TC%  | 3P%  | TL%  | RP  | AP  | PRP | SP  | PP   |
| --------- | ------------------- | --- | --- | ---- | ---- | ---- | ---- | --- | --- | --- | --- | ---- |
| 1991-1992 | N.J. Nets           | 64  | 13  | 17,0 | 39,0 | 23,1 | 74,5 | 2,0 | 3,2 | 1,0 | 0,1 | 7,0  |
| 1992-1993 | N.J. Nets           | 55  | 55  | 36,5 | 43,5 | 28,0 | 77,6 | 4,1 | 8,2 | 1,7 | 0,2 | 16,9 |
| 1993-1994 | N.J. Nets           | 82  | 82  | 38,2 | 41,7 | 30,3 | 81,8 | 3,9 | 9,6 | 1,9 | 0,2 | 18,8 |
| 1994-1995 | N.J. Nets           | 72  | 70  | 37,3 | 39,9 | 33,0 | 84,1 | 3,5 | 9,4 | 1,4 | 0,2 | 17,6 |
| 1995-1996 | N.J. Nets           | 31  | 28  | 33,6 | 37,6 | 36,4 | 80,3 | 3,3 | 8,0 | 1,7 | 0,3 | 15,3 |
| 1995-1996 | Charlotte Hornets   | 38  | 36  | 34,3 | 45,4 | 35,7 | 72,7 | 2,7 | 8,6 | 1,6 | 0,2 | 15,2 |
| 1996-1997 | Portland T. Blazers | 82  | 81  | 37,6 | 42,7 | 36,1 | 76,8 | 4,4 | 7,1 | 2,0 | 0,2 | 17,5 |
| 1997-1998 | Portland T. Blazers | 45  | 40  | 32,7 | 38,7 | 35,3 | 77,2 | 3,0 | 5,4 | 1,4 | 0,0 | 12,6 |
| 1997-1998 | Boston Celtics      | 16  | 16  | 24,1 | 43,5 | 37,0 | 83,7 | 2,4 | 6,3 | 1,6 | 0,0 | 11,2 |
| 1998-1999 | Boston Celtics      | 34  | 33  | 29,7 | 45,1 | 25,0 | 83,2 | 3,0 | 5,7 | 1,0 | 0,1 | 12,1 |
| 1999-2000 | Boston Celtics      | 82  | 82  | 31,6 | 44,0 | 38,6 | 77,5 | 2,7 | 5,1 | 1,7 | 0,1 | 14,0 |
| 2000-2001 | Boston Celtics      | 33  | 28  | 25,7 | 38,8 | 33,3 | 83,1 | 2,2 | 4,1 | 1,3 | 0,1 | 7,5  |
| 2001-2002 | Boston Celtics      | 76  | 76  | 32,0 | 43,6 | 27,3 | 74,2 | 3,6 | 5,3 | 1,9 | 0,1 | 9,6  |
| 2002-2003 | Seattle S.Sonics    | 38  | 1   | 18,1 | 44,0 | 0,0  | 82,9 | 2,3 | 3,2 | 1,1 | 0,0 | 6,1  |
| 2002-2003 | N.O. Hornets        | 23  | 1   | 19,4 | 40,7 | 50,0 | 72,7 | 2,0 | 3,3 | 0,8 | 0,2 | 6,0  |
| 2003-2004 | Indiana Pacers      | 44  | 31  | 20,6 | 44,1 | 25,0 | 72,9 | 1,8 | 2,8 | 0,6 | 0,1 | 6,0  |
| 2004-2005 | Atlanta Hawks       | 39  | 20  | 18,4 | 42,6 | 46,2 | 73,0 | 2,1 | 2,5 | 0,8 | 0,0 | 5,0  |
| 2004-2005 | L.A. Clippers       | 4   | 0   | 6,5  | 36,4 | -    | -    | 1,3 | 1,3 | 0,0 | 0,0 | 2,0  |
| Carriera  | Carriera            | 858 | 693 | 30,1 | 42,1 | 34,6 | 79,0 | 3,1 | 6,1 | 1,5 | 0,1 | 12,6 |

#### Play-off
| Anno     | Squadra             | PG | PT | MP    | TC%  | 3P%  | TL%  | RP  | AP  | PRP | SP  | PP   |
| -------- | ------------------- | -- | -- | ----- | ---- | ---- | ---- | --- | --- | --- | --- | ---- |
| 1992     | N.J. Nets           | 3  | 0  | 8,0   | 33,3 | -    | 100  | 1,0 | 1,0 | 0,3 | 0,0 | 2,7  |
| 1994     | N.J. Nets           | 4  | 4  | 45,3* | 35,2 | 30,0 | 66,7 | 3,0 | 6,8 | 2,3 | 0,0 | 15,8 |
| 1997     | Portland T. Blazers | 4  | 4  | 42,3  | 47,8 | 26,3 | 95,0 | 4,3 | 4,8 | 1,8 | 0,3 | 17,0 |
| 2002     | Boston Celtics      | 16 | 16 | 35,0  | 41,6 | -    | 80,0 | 3,1 | 4,8 | 1,3 | 0,0 | 12,0 |
| 2003     | N.O. Hornets        | 5  | 0  | 10,2  | 33,3 | -    | 100  | 0,4 | 1,8 | 0,6 | 0,0 | 2,2  |
| 2004     | Indiana Pacers      | 4  | 0  | 4,8   | 28,6 | -    | -    | 0,3 | 0,3 | 0,3 | 0,0 | 1,0  |
| Carriera | Carriera            | 36 | 24 | 27,9  | 40,6 | 27,6 | 79,6 | 2,4 | 3,8 | 1,2 | 0,0 | 9,6  |

## Palmarès
- McDonald's All-American Game (1989)
- NCAA AP All-America First Team (1991)
- NCAA AP All-America Third Team (1990)
- NBA All-Star (1994)
- FIBA World Cup All-Tournament Teams: 1

1990